# Conspiração dos Iguais

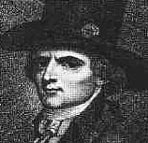
Graco Babeuf, líder da Conjuração dos Iguais.

Conspiração dos Iguais foi um movimento igualitário (precursor do anarquismo e do comunismo) ocorrido durante a Revolução Francesa e liderado por Graco Babeuf que, em 1796, propunha a "comunidade dos bens e do trabalho", cuja atenção era voltada a alcançar a igualdade efetiva entre os homens. A revolta foi "esmagada" pelo Diretório que decretou pena de morte a todos os participantes da conspiração.

## As ideias de Babeuf
Após a queda de Robespierre, Babeuf iniciou a exposição de suas ideias revolucionárias, e reclamando uma participação política dos pobres: "Tu, Robespierre, que definiste com toda precisão a propriedade, que pôs claramente os limites que este direito tem quando é prejudicial para a sociedade. Tu és nosso libertador".
Babeuf escreve crônicas no jornal Correspondant Picard de seu protetor Marat, nelas denunciando que as camadas mais baixas não participam dos benefícios da Declaração dos Direitos do Homem e do Cidadão, de 1789.
Nas páginas do periódico Babeuf questiona: "O cidadão pobre é propriamente um cidadão? ... Chegamos a estar persuadidos de que contávamos algo na ordem social, e nos entregamos à doce paixão do amor à pátria. (...) pretender que aquele que não tem rendas próprias não tem interesse pela coisa política não supõe injuriar ao bom senso e à razão?" E conclui mais adiante que, se não podem interferir na vida política os pobres também não estão obrigados a cumprir a lei, estão dispensados do serviço militar e de toda contribuição pública, direta ou indireta.

## Causas e consequências
Foi o primeiro movimento socialista que contou com um programa político concreto. Assim como os movimentos comunista e socialista que vieram posteriormente, não contava com nenhuma justificação teológica ou religiosa.
Babeuf tornara-se inimigo de toda propriedade privada em 1795, e procurou eliminar o mercado e substituí-lo por um modo de produção comunista que haveria de acabar com a miséria; quando implementou suas ideias, adotou um sistema que criava uma classe dirigente, formada por uma minoria que se compunha dos revolucionários de vanguarda.
Quando no começo de 1796 o governo do Diretório perseguiu os clubes em Paris e nas províncias, Babeuf se insurgiu, sendo preso a 10 de março; seu levante deu motivos ao governo para perseguir os jacobinos e este, junto a um comparsa, foi executado um ano depois. A situação de insatisfação entre os trabalhadores foi motivada, principalmente, pela desastrosa política monetária então adotada, que prejudicara tanto ricos como pobres, caracterizada pela desvalorização dos "assinados" e alta geral dos preços.
Já antes Joseph Fouché se colocara como um dos iniciadores das ideias socialistas francesas, traçando um programa radical e social face a propriedade privada. O socialismo foi, assim, um subproduto da Revolução Francesa, um "produto da decepção revolucionária", no dizer de Stefan Zweig.
François Babeuf, homem simples e sincero que adotara o prenome romano Graco, deixa-se embair pelos conselhos do célebre Fouché, e passa a atacar Tallien (amante de Barras), o governo e os termidorianos. Otto Flake, sobre isto, registrou: "Fouché, que não fora reeleito e vivia em completa miséria depois de consumidos os que bens que roubara em Lião (...) [e] Babeuf, visionário com cabeça a recordar Schiller, aceitava tudo por verdadeiro e acreditava até em Fouché, desprezado pelos próprios companheiros ao tempo do Terror, tão repelente era seu semblante" e teria oferecido a Babeuf que tornaria seu jornal rentável, dizendo-se emissário de Barras - desde que as matérias passassem por sua censura.
Tendo por principal redator Sylvain Maréchal, foi publicado o "Manifesto dos Iguais", que se constituiu na primeira declaração política do Socialismo. Babeuf é o principal divulgador dessas ideias e, junto aos companheiros, elaboram um plano para a tomada de Paris, ocupando-lhe os principais pontos estratégicos. Pretendem, com o sucesso da empreitada, promover a uma distribuição equitativa das riquezas, mas o movimento foi desarticulado antes mesmo de seu início. Suas ideias permaneceram quase esquecidas, até 1830.
Contudo, em 1828, Michel Bounarroti publicou um "História da Revolução dos Iguais", que se tornou uma espécie de manual revolucionário, e teve bastante sucesso. O movimento integra, para Karl Marx e Friedrich Engels, aquilo que denominaram de socialismo utópico por terem um caráter irrealizável e serem meramente teóricas suas propostas.

## Desfecho
Babeuf, Darthé e outros são presos em Vendôme, por questão de segurança, correndo lá os processos. Tallien procura desmascarar Fouché como integrante da conspiração, ao que o astuto político nega, dizendo que não o conhecia senão superficialmente; julgado, Babeuf é executado num quartel, em 21 de maio de 1797, enquanto mais uma vez o traidor Fouché escapa impune.